# ال‌وای-۲۱۸۳۲۴۰
ال‌وای-۲۱۸۳۲۴۰ (به انگلیسی: LY-2183240) با فرمول شیمیایی C۱۷H۱۷N۱O۱ یک ترکیب شیمیایی با شناسه پاب‌کم ۱۱۵۰۷۸۰۲ است. که جرم مولی آن ۳۰۷٫۳۴۹ g/mol می‌باشد.